# Музыканты Roxette
Музыканты Roxette — музыканты, которые работали вместе с Пером Гессле и Мари Фредрикссон в составе дуэта Roxette или в их сольных проектах, при записи студийных альбомов или во время гастрольных туров, всемирных, европейских или по Швеции.

## Пер Гессле
Пер Гессле (швед. Per Gessle) родился 12 января 1959 года в Хальмстаде, Швеция. С 1979 года основал группу Gyllene Tider (Золотые Времена), с 1986 года — Roxette. Автор музыки и текстов к 99 % песен Roxette, владеет авторскими правами на все свои произведения. Основной вокал, электро- и акустическая гитары, губная гармошка.

## Мари Фредрикссон
Мари Фредрикссон (швед. Marie Fredriksson) (30 мая 1958 года в Эсшё — 9 декабря 2019 года в Стокгольме), затем переехала с семьёй в Эстра-Юнгбю. Проживала в пригороде шведской столицы, городе Юрсхольм с мужем и двумя детьми. Автор музыки к некоторым песням Roxette, исполнитель большей части репертуара группы. Перкуссия, бубен.
В алфавитном порядке (по фамилии):

## Пелле Альсинг
Пер «Пелле» Гуннар Альсинг (швед. Per-Gunnar Alsing) (6 июня 1960 года в Стокгольме — 19 декабря 2020 года, там же).
Ударник в Roxette со дня основания группы в 1986 году и до объявления об окончании деятельности коллектива в 2016. Также выступал в качестве ударника с Пером Гессле во время его гастрольных туров по Швеции и Европе.

## Мике «Северный» Андерссон
(швед. Micke 'Nord' Andersson) Гитарист. Принимал участие в записи альбома «Crash! Boom! Bang!», а также играл на электрогитаре, электрогуслях и перкуссии во время тура Crash!Boom!Live! в 1994 году.

## Мике «Южный» Андерссон
(полное имя швед. Jan-Michael Andersson) родился 12 марта 1961 года в Харплинье, пригороде Хальмстада.
Андерссон учился в музыкальной школе в классе Берта Мёллера (швед. Bert Möller). Вместе с Андерсом Херрлином он играл в группе Yggdrasil, которая по его собственному признанию пела «сильно левые» политические критические песни. Позже они присоединились к Перу Гессле и МП Перссону и образовали Gyllene Tider. Андерссон играл на бас гитаре, в то время как Андерс Херрлин был ударником; однако у Андерссона сильно болели пальцы от зажимания струн и он поменялся с Херрлином инструментами. До сих пор Андерссон играет на барабанах, а Херрлин — бас гитарист.
Также в качестве ударника сотрудничал с Eva Dahlgren, Christer Sandelin и Tommy Ekman.
Дискография включает два сольных сингла: «In the Summertime» (1997) и «Du och jag och Glenn Hysén» (2006).
Жена Хелена. Дети: Деннис (1989), Эдди (1993), Эмиль (1990) и Луиза (1993). В настоящее время проживает в Сёдермальме, в Стокгольме. Также владеет летним домом в Хавердале. Автомобиль: Citroên Berlingo.

## Вики Бенкерт
Вики Бенкерт (швед. Vicki Benckert) — бэк-вокалистка, работала в коллективе в начале 1990-х, в том числе в туре «Join the Joyride Tour», а также на сессии концерта MTV Unplugged 1993 года в Стокгольме. Сольная карьера, записала и выпустила как минимум 2 сольных альбома.

## Магнус Бёрьесон
Магнус Бёрьесон (швед. Jan Magnus Börjeson; род. 27 августа 1967 года в Лунде, Швеция) — шведский музыкант, композитор и актёр. Родился в Лунде, лен Сконе, окончил школу св. Петра (швед. S:t Petri skola), а затем Лундский университет. Занимается музыкой с 1991 года когда его первая группа Beagle записала первую кассету для студии «Polar music».
Бас-гитарист, в настоящее время живёт в Мальмё с семьёй (супруга Hélene Mönnich Börjeson). Принимал участие в записи сингла Гессле «I wanna be your boyfriend», а также в записи его сольного альбома «En handig man» (2007), в гастрольном туре «En händig man på turné 2007», а также в записи альбома «Party Crasher» и в Party Crasher tour 2009. Участник групп Beagle, Favorita и Metro Jets. Также участвовал в совместных проектах с Хеленой Юсефссон, бэк-вокалисткой Roxette.
Фильмография:
- «Sound of Noise» (2010)
- «Short6» (2001)
- «Music for One Apartment and Six Drummers» (2001) — короткометражный фильм

## Малин-Мю Валл
Малин-Мю Валл (швед. Malin-My Wall, род. 24 сентября 1976 года, в Умео, Швеция) — шведский музыкант, мультиинструменталист. Выросла в Гонконге. Начала заниматься музыкой в возрасте 5 лет. Закончила Королевский музыкальный колледж в Стокгольме. Играет на скрипке, гитаре, рояле и поет. Принимает участие в записи музыки для различных музыкантов в студии, а также в записи музыки для фильмов и театра (Dramaten, Stockholms Stadsteater). Валл гастролировала с такими музыкантами как Ларс Виннербэк, Брайан Уилсон (из Beach Boys), Вероника Маджио и Мисс Ли. В 2014—2015 годах играла в Государственном театре (Stadsteatern) в мьюзикле «Чикаго». Семья: муж — Юнас (Jonas), дочь — Майя-Камилле (Maja-Camille), сын — Ялмар (Hjalmar).
Принимала участие в гастрольном туре Пера Гессле En vacker kväll (2017).

## Элизабет Гудфеллоу
Элизабет Гудфеллоу (англ. Elizabeth Goodfellow) — ударница из Лос-Анджелеса, США. Продюсер Roxette Кристофер Лундквист обратил внимание на её выступление в одном из баров Лос-Анджелеса, где находился в отпуске. Лундквист предложил Гудфеллоу принять участие в записи некоторых проектов, которые Лундквист сам продюсировал и она согласилась. В начале 2016 года принимала участие в записи третьего сольного альбома Хелены Юсефссон, которая проходила в студии AGM в Сконе, Швеция. В конце 2016 года работала над записью восьмого сольника Гессле «En vacker natt» в Теннесси, США.
Гудфеллоу является композитором и автором собственных песен. Она играет в стиле поп, инди-рок и электроник. Большую часть времени она играет на ударных и поёт в группе WE ARE THE WEST.

## Ула Густафссон
Ула Густафссон (швед.) (швед. Ola Gustafsson) род. 11 декабря 1969 года в Лулео — шведский продюсер, музыкант и гитарист. С 1990 года работает фрилансером, сотрудничает с множеством разнообразных артистов, такими как Ларс Виннербэк, Eldkvarn, Ульф Лунделль, Ева Дальгрен, Tomas Ledin, Peter Lemarc, Bo Kaspers Orkester, Totta Näslund, Eagle-Eye Cherry, Jerry Williams и Бритни Спирс.
Густафссон играл в качестве приглашённого гитариста в группе Down Harrison, где также играл ударник Roxette Пелле Альсинг. Альсинг познакомил Густафссона с Пером Гессле — так Густафссон принимал участие в гастрольном туре Гессле En vacker kväll (2017) в качестве гитариста.

## Андреас Дальбек
Андреас Дальбек (швед. Erik Andreas Quincy Dahlbäck) род. 6 августа 1967 года в Катринехольме, Сёдерманланд — шведский музыкант и продюсер. Работает с 1987 года. Продюсировал таких артистов как Анна Тернхейм, Ульф Лунделль, Ola Salo, Love Antell, Bo Kaspers Orkester, Tomas Andersson Wij и Ebba Forsberg. Воспитывает двух детей.
Принимал участие в гастрольных турах Пера Гессле En vacker kväll (2017) и Per Gessle's Roxette (2018) в качестве ударника.

## Мари Димберг
Мари Димберг (швед. Marie Dimberg) род. 8 апреля. Глава компании D&D Management (офис в Стокгольме), многолетний менеджер музыкантов Roxette, а также их сольных проектов. Димберг также является менеджером известного шведского режиссёра и клипмейкера Юнаса Окерлунда, который в том числе снимал клипы для Гессле (1997) и Roxette (1993, 2001). Димберг является одним из основателей (вместе с Пером Гессле) лейбла Space Starion 12, на котором выходит сольный альбом Пера «En vacker natt» (2017).

## Юнас Исакссон
| Имя | Дата Рождения | Проживает         | Инструмент    | Альбомы     | Гастрольные туры         |
| --- | ------------- | ----------------- | ------------- | ----------- | ------------------------ |
| Юнас Исакссон (швед. Jonas Isacsson) | 10 июня       | Стокгольм, Швеция | Электрогитара | Look Sharp! | Mazarin Sommarturne 2003 |
| Именно Юнас придумал знаменитый проигрыш, который звучит в начале песни «The Look». Юнас записал свой альбом «Evergreen», однако поклонникам коллектива известны только 5 песен (инструменталок) в исполнении гитариста. В последний раз сотрудничал с Пером Гессле в 2003 году во время записи альбома «Mazarin» и последовавшего за релизом летнего тура по Швеции и Скандинавии. Несмотря на многочисленные просьбы поклонников вернуться, не раскрывает причины своего ухода из группы. В очень редких интервью объясняет свой уход желанием сохранить свою частную жизнь и нежелание широкой публичности. В настоящее время проживает в Стокгольме, сочиняет и записывает музыку, которая не приобретает широкой известности. |               |                   |               |             |                          |

## Лассе Линдбом
Лассе Линдбом (швед. Lasse Lindbom) — известный шведский музыкант; продюсировал и принимал участие в записи многих ранних песен Roxette, равно как и песен сольных альбомов Пера и Мари. Летом 2007 года вместе с Пеле Альсингом, ударником Roxette, дал благотворительный концерт в родном городе Гессле Хальмстаде.

## Миа Линдгрен
Миа Линдгрен (швед. Mia Lindgren) — бэк-вокалистка, выступала с Roxette во время гастрольного тура «Look Sharp Live! Tour» (по Швеции и Европе) и появляется на записи концерта «Look Sharp Live!». Линдгрен появляется в официальном видеоклипе на песню «Listen To Your Heart». С тех пор она больше не сотрудничала с группой.

## Оса Нордин
Оса Нордин Гессле (швед. Åsa Nordin Gessle, урожд. Åsa Susanne Nordin, род. в 1961 году) — подруга Пера Гессле (с 1984 года) и его супруга (с августа 1993 года), автор некоторых песен Roxette и Gyllene Tider, дизайнер мебели и интерьеров.
Отец: Йонни Нордин (швед. Jonny Nordin, 12 февраля 1934—2012), мать: Мари Нордин (швед. Marie Nordin, ум. в декабре 2019 года).
Оса Нордин переехала в Хальмстад в 1982 году со своим тогдашним бойфрендом — в их планах было открыть магазин одежды. Через некоторое время пара распалась и однажды в клубе «Norre Kavaljeren» её приятель Ларс Нордин познакомил Осу с Пером Гессле. Она несколько лет жила за пределами Швеции и не особо следила за карьерой Гессле, хотя он и был очень популярен в Швеции в те годы.
Пер Гессле в интервью рассказал, что хотел встречаться с одной девушкой, у которой уже был друг. По этой причине он попросил Осу организовать им тайную встречу, но что-то пошло не так и вместо той девушки, музыкант стал встречаться с Осой.
В середине 1980-х Оса работала в индустрии путешествий и начала работать с Гессле и его музыкантами, организовывая их гастрольные туры и поездки. Затем ей была предложена постоянная вакансия уже в составе группы. Помимо организации поездок, у Осы всегда была с собой видеокамера — она снимала группу за пределами сцены начиная с 1991 года, когда вышел альбом «Joyride». В конце 2010-х вышел документальный фильм о группе Roxette — «Roxette Diaries» (реж. Юнас Окерлунд), составленный из отрывков видео, которые Оса снимала в последние 30 лет.
В 1990-м году она написала записку своему супругу, которая позже стала припевом одной из самых известных песен Roxette — «Joyride». Оса также является автором некоторых песен Gyllene Tider, например, «Det är blommor som har fångat dig».
21 августа 1993 года Оса Нордин и Пер Гессле поженились в церкви Västra Strö в городе Эслёв на юге Швеции в лене Сконе. Праздничная церемония прошла в замке Тролленес. Присутствовавшая на церемонии Мари Фредрикссон исполнила песню на слова шведского поэта Эверта Тоба, а также кавер на песню Битлз «Here, there and everywhere». На свадьбе присутствовали 108 гостей, кроме родственников и близких друзей молодожёнов поздравили Мари Фредрикссон с будущим мужем Микаэлем Боиошем, музыканты Roxette и Бьорн Ульвеус из группы ABBA. Супруги составили брачный договор, согласно которому в случае развода все совместное недвижимое имущество должно быть разделено поровну между ними.
В 1995 году супруги Гессле совместно с Бьёрном Нордстрандом купили отель «Tylösand» в одноимённом пригороде Хальмстада. С этого момента Оса Гессле работала над перестройкой отеля, проектами его реновации и проектом бизнес-залов и других помещений. Мебель и предметы быта, автором дизайна которых она является, сегодня продаются в отеле.
5 августа 1997 года в стокгольмской больнице «Каролинска» родился сын Пера и Осы Гессле, Габриэль Титус. По состоянию на 2020 год он обучается в Королевском технологическом институте в Стокгольме, а также является киберспортсменом под ником «Shrew».
В 2001 году по случаю 40-летия Осы Гессле, её супруг организовал вечер в отеле «Tylösand», на который были приглашены около 100 гостей, среди которых Ева Аттлинг, Ева Дальгрен, Никлас Стрёмстедт и Мари Фредрикссон.
В 2007 году хальмстадская муниципальная жилищная компания «HFAB» организовала в городе жилищную ярмарку и Лассе Нордин попросил Осу придумать интерьер для обставки одной из квартир. Сначала Оса отказалась, потому что в этом время Пер Гессле гастролировал и Оса сопровождала его — как раз была середина гастрольного тура. Кроме того, она немного боялась нового предложения, однако позже согласилась. В частности в проекте своего дизайна она использовала светильники фирмы «By Rydéns» и позднее заключила с ними контракт. Фирма также предложила Осе разработать собственный дизайн светильников — она согласилась и такая серия была выпущена, её основным мотивом стала любовь и мир (love and peace).
В мае 2010 года Оса появилась в программе «Förkväll» шведского телеканала TV4, где рассказала о своей работе дизайнером.

## Кристофер Лундквист
(швед. Christoffer Lundquist) Один из продюсеров группы, главный аранжировщик. Считается, что именно Лундквист оказывает основное влияние на репертуар коллектива, равно как и на звучание сольного проекта Пера Гессле. Играет в собственной группе Brainpool. Владелец студии Aerosol Grey Machine, где записывались многие песни Roxette и Пера Гессле для его сольников. Играет на бас-гитаре, электрогитаре, электрогуслях, бэк-вокал.

## Деа Нурберг
Деа Нурберг (швед. Andrea Heléne "Dea" Norberg, род. 3 марта 1974 года). Шведская певица, знаменитая в основном тем, что выступала в качестве бэк-вокалистки со многими шведскими артистами, принимавшими участие в конкурсе песни Евровидение в 2000-х гг. Сотрудничала с Roxette во время Charm School Tour в Австралии, Азии, Европе и Южной Америке в 2011—2012 гг. Нурберг также выступала в качестве бэк-вокалистки во время прощального гастрольного тура Gyllene Tider.

## Матс МП Перссон
(швед. Mats M.P. Persson) Настоящее имя: Матс Арне Перссон. Родился 26 февраля 1959 года в Харплинье, пригороде Хальмстада, Швеция. Начинал как ударник в группе Back On Stage. Старинный школьный друг Пера Гессле, гитарист и автор многих песен Gyllene Tider. Соавтор таких хитов Roxette как «Listen to your heart» и др. Вместе с Гессле получил приз от американской звукозаписывающей ассоциации как автор иностранной песни, которая больше всего звучала в эфире американских радиостанций (Listen to your heart). Принимал участие в записи сольника Гессле «En Handig Man» (2007).
Помимо акустической, электро- и бас-гитары, также играет на аккордеоне.
Живёт в собственном доме в Хальмстаде. На первой неделе августа 2009 года официально женился на своей давней подруге О́се-Каролин Саломонссон (Åsa-Caroline Salomonsson), дочь Микаэла (Mikaela).

## Матс Перссон
(швед. Mats Persson) Перкуссия c 1994 по 2001 год.

## Йоран Фритсон
(швед. Göran Fritzon) Род. 21 апреля 1962 года в городе Олед в лене Халланд, Швеция. В настоящий момент проживает в Оскарстрёме. Женат (Jenny), четверо детей (Emma, Erik, Victoria, Oscar). Участник Gyllene Tider, играет на Farfisa Orgel «Farfisa VIP 233», клавишные.

## Андерс Херрлин
(швед. Anders Herrlin) Род. 17 сентября 1961 года в Швеции. Бас-гитарист в Gyllene Tider и Mazarinerna. Продюсировал некоторые альбомы Roxette, а также сольные альбомы Мари Фредрикссон (например, Den Sjunde Vagen). Постоянно живёт в Стокгольме, супруга Йенни Лёфгрен (швед. Jennie Löfgren), сын Виктор (род. в 1990 году) и сын Нико (род. в 2010 году). Вместе с супругой руководит компанией, занимающейся созданием саундтреков к фильмам.

## Кларенс Эверман
(швед. Clarence Ofwerman) Родился 22 ноября 1957 года. Главный бессменный продюсер группы, работает с ней со дня её основания в 1986 году. Клавишные. В 1981 году совместно с группой симфонических музыкантов Overture, записал альбом под названием «Ansikten».

## Молин Экстранд
(швед. Malin Ekstrand) Родилась 12 мая 1978 года в Швеции. Молодая шведская певица, принимала участие в Гастрольном туре Roxette 2010 года в качестве бэк-вокалистки.

## Хелена Юсефссон
(швед. Helena Josefsson) Вокал, бэк-вокал и перкуссия при записи сольных альбомов Пера Гессле «Mazarin», «Son of a Plumber», «En Handig Man», «Party Crasher». Принимала участие в Гастрольном туре 2011 года как бэк-вокалистка.

## Йенс Янссон
Йенс Янссон (швед. Jens Jansson) — ударник группы Brainpool, живёт в городе Лунд. Принимал участие в записи сольных альбомов Пера Гессле «Mazarin», «Son of a Plumber», «En Händig Man», а также сингла Пера «I wanna be your boyfriend». Воспитывает маленького сына.